# 买买提江·吾买尔
买买提江·吾买尔（維吾爾語：مەمەتجان ئۆمەر‎，拉丁维文：Memetjan Ömer，1952年12月—），男，维吾尔族，新疆伊宁人，中华人民共和国新疆维吾尔自治区伊宁县温亚尔乡主任科员、布力开村党支部书记。中共十八大代表，2015“感动中国”年度人物。

## 生平
买买提江·吾买尔的父亲3岁去世，母亲改嫁，家庭穷苦，从小在布力开村吃“百家饭”长大。高中文化。1973年7月加入中国共产党。1981年1月，买买提江·吾买尔出任布力开村党支部书记。1985年动员村里党员养鸡并向村民传授经验。2001年在和村干部商议后成立了小额贷款担保中心，帮助村民养牛。
1990年代后期，伊宁出现通过以“麦西来甫”名义传播宗教极端思想的现象，其中很多受害者还是儿童。买买提江·吾买尔及时在布力开村发现并制止了此类活动，使全村没有一人参加1997年伊宁二·五事件。
2001年6月，买买提江·吾买尔因病卸任布力开村党支部书记。此后，布力开村党委班子涣散软弱，甚至有党员受宗教分子威胁不得不去清真寺，该村欠下50余万元外债，村民年年上访，2006年被列为社会治安集中整治重点村。
2006年，布力开村村民向伊宁县工作组提出继续让买买提江·吾买尔担任该村党支部书记，在村民的支持下，买买提江·吾买尔抱病再度出任。买买提江·吾买尔一上任便组织召开党员大会，推行党员承诺制，推选党员出任巷道长、十户长，并理出了该村存在的八方面问题。买买提江·吾买尔破除阻力，清查村干部占用的集体土地，将贪污村集体收入的4名村干部移送司法机关处理。在他的提议下，村党支部建立了严格的财务管理制度，并建立村“两委”班子联席会议、村务公开、民主评议村干部等等制度。在经济发展上，买买提江·吾买尔提出了“调结构、增林果、强养殖、促三产”的发展思路，并发展农民双语和各类技能培训班，以加大农村富余劳动力转移力度，还带头资助汉族村民、带头学习汉语，促进民族团结。在他的带领下，布力开村村民人均收入从2006年的4900元增至2015年的12830元，村集体经济从2006年负债52万元变成2015年年收入130万元，布力开村成为新农村建设示范点。
2009年乌鲁木齐七五事件时，一度有汉族群众不敢下地干活。他积极开展宣传工作，打消了村中汉族民众的疑虑。
2012年1月，买买提江·吾买尔以超过80%得票率连任。同年，成为中共十八大代表。
在买买提江·吾买尔的管理下，布利开村的维吾尔、汉、会、哈萨克和东乡等各民族和谐相处，并开办了双语幼儿园，使各民族的儿童均有机会学习国家通用语言。

## 荣誉
2010年，买买提江·吾买尔被评为全国劳动模范、新疆维吾尔自治区优秀共产党员、模范村党支部书记。
2016年2月，买买提江·吾买尔被评选为“感动中国2015年度人物”
2021年，荣获“七一勋章”。